# Adaucus z Frýgie
Svatý Adaucus z Frýgie byl starověký mučedník z Frýgie. Narodil se v šlechtické rodině. Byl přítelem a oblíbencem na dvoře římského císaře Diocletiana, až do doby kdy se císař dozvěděl že je křesťan. Za to byl na jeho příkaz s dalšími křesťany zabit. Zemřel roku 303.
Jeho svátek se slaví 7. února.